# Râul Gârlișor
Gârlișor (alte denumiri: Gârla Mică, Gârlișoara) este un râu din Republica Moldova, afluent de stânga al râului Prut. Izvorul râului se află la 1,7 km spre nord-vest de satul  Izvoare (raionul Fălești) și se revarsă în râul Prut lângă satul Blindești (raionul Ungheni).
Lățimea râului între lacuri măsoară 2-3 m, adâncimea - 0,1-0,2 m, viteza cursului de apă - 0,1-0,2 m/s. Patul albiei este neted, mâlos, malurile - abrupte, cu o înălțime de 0,7-0,8 m, constituite din argile nisipoase.